# الشدة (لسانيات)
الشَّدَّةُ في صفة الحرف العربي هو امتناع جريان الصوت عند النطق بالحرف لقوته في المخرج وحروفه ثمانية: (الهمزة ـ الجيم ـ الدال ـ القاف ـ الطاء ـ الباء ـ الكاف - التاء). وهي مجموعة في كلمة «أجد قط بكت» وعكس الشدة الرخاوة والتوسط وحروف التوسط خمسة وهي:
- اللام
- النون
- العين
- الميم
- الراء

وهي مجموعة في كلمة «لن عمر» والحروف الباقية الأربعة عشر تكون للرخاوة لأن الحرف إذا وجد في الشدة فلن يوجد في التوسط أو الرخاوة.